# カラマイ市
カラマイ市（カラマイし）は新疆ウイグル自治区に位置する地級市。ジュンガル盆地西北縁に位置する中国の重要な石油生産地の一つであり、新疆石油管理局の所在地である。

## 地理

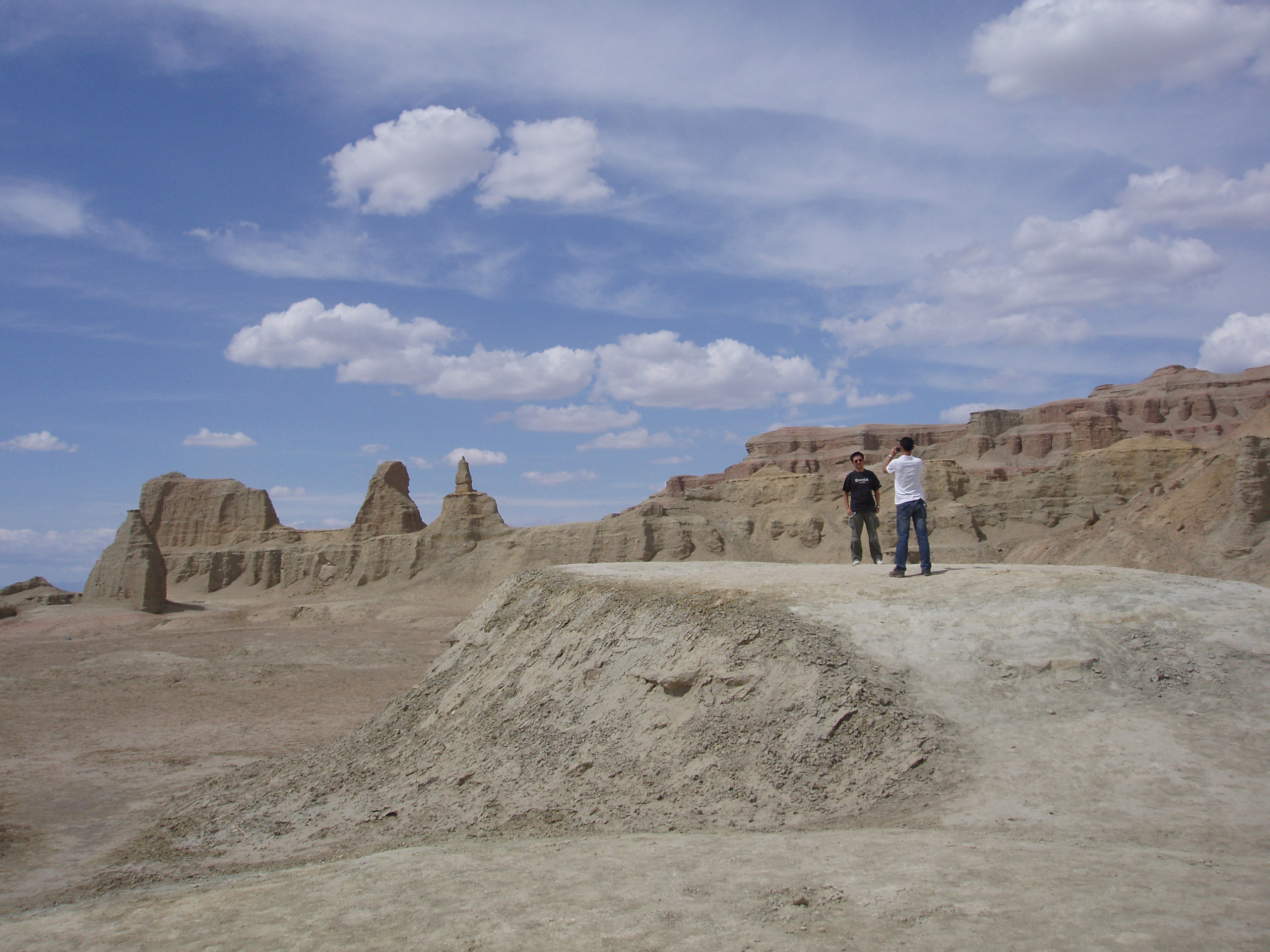
ウルホの魔鬼城

カラマイはジュンガル盆地の北縁、加依爾山の南麓、東経80度44分～86度1分、北緯44度7分～46度8分に位置する。全体的に傾斜した地形で、東西の最大幅110km、南北の最長距離240kmで、南北に長く、東西に狭く、西北高・東南低。殆ど大部分がゴビである。平均海抜は400m前後、最低地点は艾里克湖。市街西部には加依爾山、青克斯山、北には阿拉特山があり、中部・東部の地形は広く平坦でジュンガル盆地に向かって中心が傾斜している。東北はコブクサル・モンゴル自治県、東南は沙湾県、西はトリ県とウス市に隣接し、南はクイトゥン市により本市の「独山子区」が隔てられ飛び地となっている。
夏の気候は高温乾燥。年間気温は-25～40℃。

## 歴史
「カラマイ」はウイグル語で「黒い油」の意であり、市街東北部の天然の瀝青の山―黒油山に由来する。カラマイ市の前身は県級行政区の「独山子鎮」で、1958年5月29日に県級市「克拉瑪依」が正式設立し、1982年2月16日自治区により地級市へ昇格、1984年8月17日に自治区直轄の県級市となり、1990年1月8日に再び地級市となった。
1994年12月8日、克拉瑪依友誼館で大規模な火災が発生し、323人が死亡、130人が負傷した。犠牲者の大部分が小中学生だった（カラマイ大火）。
1997年7月、エルティシ川上流に運河を築いてカラマイで灌漑する635工程が開始され、2000年8月に完成した。

## 経済
1955年に中国最大級のカラマイ油田が発見され、石油生産及び精製を基幹産業として発展してきた。
2008年に一人当たりのGDPが中国本土で最も高い都市となった。

## 行政区画

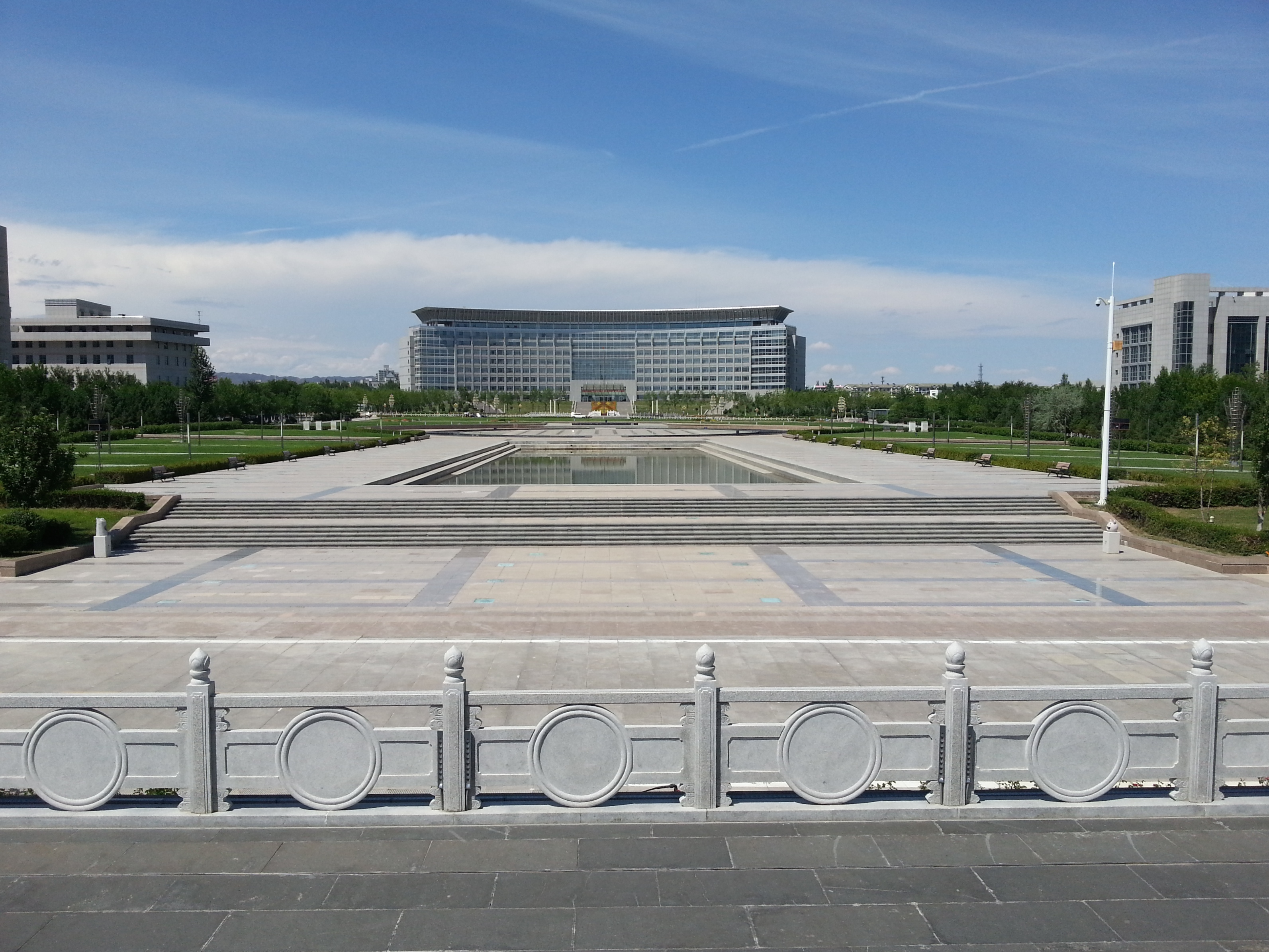
カラマイ市政府庁舎

4市轄区を管轄する。
- 市轄区：
  - カラマイ区（克拉瑪依区）
  - 白鹸灘区
  - ウルホ区（烏爾禾区）
  - 独山子区

| カラマイ市の地図                      |
| ------------------------------------- |
| 独山子区 カラマイ区 白鹸灘区 ウルホ区 |

### 年表
この節の出典
- 1982年2月16日 - 新疆ウイグル自治区カラマイ市が地級市のカラマイ市に昇格。カラマイ区・白鹸灘区・ウルホ区・独山子区を設置。(4区)
- 2017年3月31日 - カラマイ区の一部が白鹸灘区に編入。(4区)
- 2019年11月6日 - カラマイ区の一部がイリ・カザフ自治州クイトゥン市の一部、タルバガタイ地区ウス市の一部と合併し、自治区直轄県級行政区の胡楊河市となる。(4区)

## 交通
- カラマイ空港
- G217国道